# Двоевластие в России 1917 года
Двоевла́стие — сосуществование параллельных систем власти и управления в России после Февральской революции в феврале-сентябре 1917 года: 
1. системы, связанной с официальной властью — органами Временного правительства, регионального и городского управления, политическими и сословно-профессиональными организациями образованных и имущих слоёв населения,
2. системы, возникшей на базе Советов, их общегосударственных и региональных объединений и включавшей те политические организации, которые были либо представлены в Советах, либо ориентировались на них[1][2]. В столице двоевластие проявилось в разделе власти между Петросоветом и Временным правительством, на местах — между Советами и комиссарами Временного правительства и комитетами общественных организаций.

Вместе с тем А.Ф. Керенский на склоне лет в своих интервью утверждал, что никакого двоевластия на самом деле не было, а было сотрудничество всех, или большинства умеренных политических сил. Проблемой стала потеря управляемости страны в условиях войны и параллельной политизации «общества, никогда в своей истории не имевшего понятия о своих гражданских обязанностях».

## Образование двоевластия
22 февраля (7 марта) 1917 российский император покинул Петроград, выехав в Ставку Верховного Главнокомандующего, находившуюся в Могилёве. Перед отъездом он получил заверения министра внутренних дел А. Д. Протопопова о том, что ситуация в столице полностью под его контролем; арестовав в конце января Рабочую группу Центрального ВПК и предотвратив массовую демонстрацию в день открытия новой сессии Госдумы, Протопопов был абсолютно уверен, что ему удалось подавить революцию в зародыше.
23 февраля (8 марта) 1917 организованные в столице антивоенные митинги, посвящённые Дню работницы, начали стихийно перерастать в массовые стачки и демонстрации. Всего забастовало 128 тыс. человек. Колонны демонстрантов шли с лозунгами «Долой войну!», «Долой самодержавие!», «Хлеба!». Согласно БСЭ, Русское бюро ЦК и Петроградский комитет РСДРП(б) дали партийным организациям директиву максимально развивать начавшееся движение.
24 февраля (9 марта) 1917 началась всеобщая забастовка (свыше 214 тыс. рабочих на 224 предприятиях). В связи с неспособностью полиции помешать движению демонстрантов командующий Петроградского военного округа по плану, одобренному министром внутренних дел А. Д. Протопоповым ещё 8 февраля 1917 г., направил к центру города военные команды из солдат нескольких гвардейских запасных полков. Были перекрыты основные городские магистрали, усилена охрана правительственных зданий, почтамта, телеграфа, всех мостов и переходов через Неву. Войска, охранявшие мосты через Неву, ставили своей целью не допустить бастовавших рабочих в центр города. В то же время приказа стрелять в демонстрантов войска 23—25 февраля не получали.
25 февраля (10 марта) 1917 количество бастующих достигло 300 тысяч. В районе Невского проспекта состоялось около 15 массовых демонстраций и 4 многотысячных митинга, в основном под лозунгами «Долой царя!», «Долой правительство!», «Хлеб, мир, свобода!», «Да здравствует республика!». К демонстрантам присоединялись ремесленники, служащие, интеллигенция, студенчество. Произошло несколько мелких перестрелок с убитыми и ранеными. Все эти события вызвали резкую реакцию находившегося на фронте императора, который приказал коменданту Петроградского гарнизона прекратить беспорядки. Ночью сотрудники охранного отделения произвели массовые аресты (свыше 150 человек, среди них пятеро членов Петроградского комитета РСДРП(б).
На следующий день, 26 февраля (11 марта) 1917, царь издал указ о роспуске Государственной думы, видя в ней очаг революции. Центр Петрограда был занят вооружёнными войсками и полицией. Воинские заставы получили приказ рассеивать толпы демонстрантов огнём. На Знаменской площади рота лейб-гвардии Волынского полка открыла огонь по демонстрантам. Сорок человек было убито, столько же ранено. Огонь открывался и в других местах города. На окраинах появились первые баррикады, рабочие захватывали предприятия. На частном совещании у председателя Совета министров Российской империи было принято решение объявить город на осадном положении, однако властям даже не удалось расклеить соответствующие объявления. Вынужденное участие в расстрелах демонстрантов произвело глубокое, угнетающее впечатление на солдат. Во второй половине дня взбунтовалась рота запасного батальона лейб-гвардии Павловского полка, участвовавшего в разгонах рабочих демонстраций. Солдаты открыли огонь по полиции и по собственным офицерам. Выступление было подавлено.
Как отмечал в своих воспоминаниях М. Г. Рафес (член партии "Бунд", участвовавший в работе Петроградского Совета и его Исполнительного комитета), «идея Совета рабочих депутатов была выдвинута ещё в дни 24-26 февраля, когда началась забастовка. Выдвинута она была теми организованными группами, которые, несмотря на массовые аресты и ликвидацию, предпринимавшиеся в Петрограде по отношению к с.-д. партии, всё же сохранились на заводах, фабриках и в отдельных профессиях».
Как указывается в предисловии к выпущенному в 1991 году сборнику протоколов Петроградского Совета рабочих и солдатских депутатов за 27 февраля — 25 октября 1917 г., имеются свидетельства того, что большевики пытались организовать выборы в Петроградский Совет рабочих депутатов ещё 24 февраля (9 марта) 1917 - 26 февраля (11 марта) 1917, однако, по мнению составителей, нет оснований считать, что в этом направлении большевики достигли каких-то определённых результатов. 25 февраля (10 марта) 1917 идею создания Совета высказывали и представители меньшевистских организаций, предполагая приступить к организации Временного исполнительного комитета. Именно эта линия и оказалась 27 февраля (12 марта) 1917 более удачной.

### Образование Временного комитета Государственной думы и Петроградского Совета
27 февраля (12 марта) 1917 солдаты Петроградского гарнизона подняли вооружённое восстание. Из тюрем были освобождены заключённые, в том числе политические, вооружённые солдаты и рабочие заняли правительственные здания. Место заседания Государственной думы — Таврический дворец — было взято солдатами под охрану. На фоне этого Совет старейшин Думы решил не подчиниться указу Николая II и издал постановление о том, чтобы все депутаты оставались на своих местах. На деле часть депутатов разошлась по домам, а лидеры думских фракций собрали из оставшихся депутатов совещание, на котором было принято решение образовать Временный комитет членов Государственной Думы для восстановления порядка и для сношения с лицами и учреждениями. Председателем Временного комитета был избран М. В. Родзянко.
| Первоначальный состав Временного комитета Государственной думы | Первоначальный состав Временного комитета Государственной думы | Первоначальный состав Временного комитета Государственной думы |
| Ф. И. О.                                                       | Должность в Государственной думе                               | Фракционная принадлежность                                     |
| -------------------------------------------------------------- | -------------------------------------------------------------- | -------------------------------------------------------------- |
| Родзянко, Михаил Владимирович                                  | председатель, член Совета старейшин                            | фракция земцев-октябристов                                     |
| Керенский, Александр Фёдорович                                 | член Совета старейшин                                          | трудовая группа, председатель                                  |
| Львов, Владимир Николаевич                                     | член Совета старейшин                                          | фракция центра, председатель                                   |
| Милюков, Павел Николаевич                                      | член Совета старейшин                                          | конституционно-демократическая фракция, председатель           |
| Чхеидзе, Николай Семёнович                                     | член Совета старейшин                                          | социал-демократическая фракция, председатель                   |
| Шидловский, Сергей Илиодорович                                 | член Совета старейшин                                          | думская группа Союза 17 октября, председатель                  |
| Шульгин, Василий Витальевич                                    | член Совета старейшин                                          | фракция националистов-прогрессистов, товарищ председателя      |
| Караулов, Михаил Александрович                                 | член Совета старейшин                                          | независимая группа                                             |
| Некрасов, Николай Виссарионович                                | товарищ председателя                                           | конституционно-демократическая фракция, товарищ председателя   |
| Дмитрюков, Иван Иванович                                       | секретарь                                                      | фракция земцев-октябристов                                     |
| Ржевский, Владимир Алексеевич                                  | старший товарищ секретаря                                      | фракция прогрессистов и мирнообновленцев, член бюро            |
| Коновалов, Александр Иванович                                  | товарищ председателя комитета торговли и промышленности        | фракция прогрессистов и мирнообновленцев, член бюро            |
| Энгельгардт, Борис Александрович                               | депутат                                                        | фракция центра                                                 |

В тот же день члены царского правительства собрались на своё последнее заседание в Мариинском дворце. На заседании было решено направить Николаю II в Могилёв телеграмму, где указывалось, что Совет министров не может справиться с создавшимся в стране положением, предлагает себя распустить, составить «ответственное министерство», которое было бы подотчётно Думе, и назначить его председателем лицо, пользующееся общим доверием.
Поскольку император отказался дать согласие на формирование «думского министерства», Временный комитет самостоятельным решением принял на себя правительственные полномочия, объявив в ночь на 28 февраля (13 марта) 1917, что берёт на себя функцию восстановления государственного и общественного порядка. Тогда же был назначен новый военный комендант Петрограда — Б. А. Энгельгардт, а под его началом была организована военная комиссия.
27 февраля (12 марта) 1917 восставшими солдатами были освобождены из «Крестов» члены «рабочей группы» Центрального военно-промышленного комитета, которые отправились в Таврический дворец. Здесь совместно с членами меньшевистской фракции Думы, представителями других социалистических партий, деятелями легальных профсоюзов, кооперативов и других организаций был образован инициативный орган по созыву учредительного собрания Совета рабочих депутатов под названием Временный исполнительный комитет Совета рабочих депутатов. В его состав вошли К. А. Гвоздев, Б. О. Богданов (меньшевики, лидеры рабочей группы ЦВПК), Н. С. Чхеидзе, М. И. Скобелев (депутаты Государственной думы от фракции меньшевиков), Н. Ю. Капелинский, К. С. Гриневич (Шехтер) (меньшевики-интернационалисты), Н. Д. Соколов, Г. М. Эрлих. Большевиков в составе Временного исполкома не было. Сконцентрировав главные свои силы на улицах, Русское бюро ЦК и другие большевистские организации недооценили иные формы воздействия на развивавшееся движение и, в частности, упустили Таврический дворец, где сосредоточились деятели мелкобуржуазных партий, которые и взяли в свои руки организацию Совета. Меньшевики, таким образом, в организационном отношении «переиграли» большевиков и с первых минут существования Совета сумели получить важные преимущества учредителей. Временный исполком призвал рабочих избирать депутатов в Петроградский Совет (по одному депутату на тысячу рабочих, но не менее одного депутата на каждый завод), а восставших солдат — избирать по одному своему представителю на каждую роту.
Первое заседание Петросовета открылось в тот же день в 9 час. вечера в Таврическом дворце. На нём был избран первоначальный состав постоянного Исполнительного комитета численностью 15 депутатов, председателем которого стал Н. С. Чхеидзе. Солдатские представители были допущены в состав Совета рабочих депутатов, составив в нём отдельную секцию.
| Первоначальный состав Исполнительного комитета Петроградского Совета рабочих депутатов | Первоначальный состав Исполнительного комитета Петроградского Совета рабочих депутатов | Первоначальный состав Исполнительного комитета Петроградского Совета рабочих депутатов |
| Ф. И. О.                                                                               | Социальное положение на момент включения в состав Исполкома                            | Партийная принадлежность                                                               |
| -------------------------------------------------------------------------------------- | -------------------------------------------------------------------------------------- | -------------------------------------------------------------------------------------- |
| Чхеидзе, Николай Семёнович                                                             | член Совета старейшин Государственной думы                                             | РСДРП (меньшевик)                                                                      |
| Керенский, Александр Фёдорович                                                         | член Совета старейшин Государственной думы                                             | беспартийный                                                                           |
| Скобелев, Матвей Иванович                                                              | депутат Государственной думы                                                           | РСДРП (меньшевик)                                                                      |
| Соколов, Николай Дмитриевич                                                            | присяжный поверенный                                                                   | беспартийный                                                                           |
| Гвоздев, Кузьма Антонович                                                              | председатель рабочей группы Центрального военно-промышленного комитета                 | РСДРП (меньшевик)                                                                      |
| Шехтер (Гриневич), Константин Сергеевич                                                | на партийной работе                                                                    | РСДРП (меньшевик)                                                                      |
| Шляпников, Александр Гаврилович                                                        | на партийной работе                                                                    | РСДРП (большевик)                                                                      |
| Залуцкий, Пётр Антонович                                                               | на партийной работе                                                                    | РСДРП (большевик)                                                                      |
| Александрович, Вячеслав Александрович                                                  | на партийной работе                                                                    | ПСР (левый)                                                                            |
| Богданов, Борис Осипович                                                               |                                                                                        | РСДРП (меньшевик)                                                                      |
| Эрлих, Хенрих Моисеевич                                                                |                                                                                        | Бунд                                                                                   |
| Капелинский, Наум Юрьевич                                                              | лидер рабочего кооперативного движения                                                 | РСДРП (меньшевик)                                                                      |
| Стеклов, Юрий Михайлович                                                               | журналист                                                                              | РСДРП (меньшевик)                                                                      |
| Панков, Г. Г.                                                                          | рабочий-металлист                                                                      | РСДРП (меньшевик)                                                                      |

Н. С. Чхеидзе и А. Ф. Керенский, будучи одновременно депутатами Думы, были назначены Петросоветом его представителями во Временном комитете Государственной думы. Тогда же были образованы первые комиссии Исполкома Совета: по продовольственному снабжению, военная и продовольственная. Этой же ночью военные комиссии Временного комитета и Исполкома объединились под началом Энгельгардта.
Того же числа Совет Министров направил Николаю II телеграмму, извещая, что собирается уйти в отставку в пользу думского кабинета, поскольку не контролирует положение в столице. Царь отклонил прошение и по предложению Н. Д. Голицына назначил командующего для подавления восстания — генерала Н. И. Иванов.

### Переговоры по созданию нового правительства и Приказ № 1
Уже днём 27 февраля (12 марта) Временный исполком Совета рабочих депутатов создал продовольственную комиссию, которая установила контакты с Временным комитетом Государственной думы и в дальнейшем работала в составе «объединённого органа Совета и думского комитета». Создание объединённой продовольственной комиссии облегчило достижение соглашения между Исполкомом Совета и думским комитетом об образовании Временного правительства.
Вечером 27 февраля (12 марта) Временный исполком Совета рабочих депутатов создал первоначальное ядро военной комиссии в виде повстанческого штаба. После избрания постоянного Исполкома Петросовета в состав повстанческого штаба, получившего название военной комиссии, вошли Чхеидзе, Скобелев, Керенский и другие члены Исполкома. В ночь на 28 февраля аналогичный военный орган под названием Военная комиссия (Военный комитет) был создан и Временным комитетом Государственной думы. Думская военная комиссия, которую возглавил полковник Б. А. Энгельгардт, ставила своей задачей политически и организационно подчинить себе войска гарнизона. Тем не менее эсеро-меньшевистское руководство Петросовета согласилось на слияние советской и думской комиссий. В объединённой комиссии, председателем которой стал Энгельгардт, преобладание получили ставленники думского комитета. 1 (14) марта 1917 года военную комиссию возглавил будущий военный и морской министр формировавшегося Временного правительства октябрист А. И. Гучков. В результате комиссия стала играть роль одного из центров, вокруг которого группировалось антидемократически настроенное офицерство. После принятия Приказа № 1 (см. ниже) она уже не имела реальной власти над гарнизоном.
Днём 28 февраля (13 марта) 1917 Временный комитет назначил генерала Л. Г. Корнилова на пост командующего войсками Петроградского округа, разослал своих комиссаров во все министерства и вступил в переговоры с начальником штаба Верховного главнокомандующего генералом М. В. Алексеевым на предмет поддержки Временного комитета вооружёнными силами, а Исполнительный комитет Петросовета обратился к солдатам с воззванием избирать своих представителей в Совет рабочих депутатов.
1 (14) марта 1917 Временный комитет приступил к работе по формированию нового состава Совета министров, а начальник штаба Ставки генерал М. В. Алексеев и главнокомандующий Северным фронтом генерал Н. В. Рузский вступили в новые переговоры с Николаем II по поводу формирования ответственного перед Государственной думой правительства.
В тот же день образованный из представителей Петроградского гарнизона Совет солдатских депутатов объединился с Советом рабочих депутатов. При этом примерно 2 тыс. депутатов представляли солдат гарнизона и только 800 — рабочих. Объединённый Петроградский совет утвердил Приказ № 1, которым фактически переводил армию под контроль солдатских комитетов и подчинял Петроградский гарнизон Петросовету.
Тем же вечером представители Петросовета участвовали в совместном заседании Временного комитета, ЦК кадетской партии и Бюро Прогрессивного блока, на котором обсуждался состав будущего правительства и условия сотрудничества. На переговорах было, в частности, достигнуто соглашение о том, что пока не будет подниматься вопрос о будущей форме правления в стране и будет снят пункт о выборности офицеров. Кроме этого, формируемое Временное правительство обязывалось объявить политическую амнистию, обеспечить демократические свободы всем гражданам, отменить сословные, вероисповедные и национальные ограничения, заменить полицию народной милицией, подчинённой органам местного самоуправления, начать подготовку к выборам в Учредительное собрание и в органы местного самоуправления на основе всеобщего, равного, прямого и тайного голосования. Петросовет, в свою очередь, обязывался осудить разного рода бесчинства и хищения имущества, бесцельный захват общественных учреждений, враждебное отношение солдат к офицерству, призвать солдат и офицеров к сотрудничеству. Аграрный вопрос и вопрос о войне на том заседании не поднимались. В само Временное правительство Исполком Петросовета решил не входить. А. Ф. Керенский, однако, не подчинился этому решению и принял пост министра юстиции, получив согласие Петросовета уже на следующий день, задним числом.

### Образование Временного правительства
В ночь на 2 (15) марта 1917 царские министры, наряду с многими другими сановниками, были заключены в Петропавловскую крепость, а император под давлением Н. В. Рузского отменил своё решение о подавлении восстания силой и дал согласие на формирование российского правительства, которое будет ответственно перед Думой. Утром в газете «Известия» был опубликован упомянутый Приказ № 1. Днём этого же дня царю поступили телеграммы почти от всех командующих фронтами с просьбой об отречении от престола как о единственно возможном выходе из создавшегося положения. В это время Петросовет одобрил соглашение, достигнутое с Временным комитетом Государственной думы, и принял решение создать наблюдательный комитет для надзора за деятельностью нового правительства.
К вечеру Временным комитетом Государственной думы был объявлен состав Совета министров Временного правительства (с 10 (23) марта 1917 просто Временное правительство). От Петросовета в состав Временного правительства вошёл Керенский, занявший пост министра юстиции (Н. С. Чхеидзе, выполняя решение Исполнительного комитета, от предложенного ему поста министра труда отказался). Возглавил правительство председатель объединённого комитета Земского союза и Союза городов князь Г. Е. Львов.
Ближе к ночи к царю прибыли представители Временного комитета Государственной думы А. И. Гучков и В. В. Шульгин, которым Николай II передал манифест об отречении от престола в пользу своего брата Михаила. Вместе с манифестом царь подписал «задним числом» указ о назначении князя Львова председателем Совета министров.
3 (16) марта 1917 в газете «Известия» было опубликовано обращение Исполкома Петросовета об условной поддержке Временного правительства «в той мере, в какой нарождающаяся власть будет действовать в направлении осуществления ... обязательств и решительной борьбы со старой властью», в котором Исполком также сделал все обещанные заявления об осуждении бесчинств, вражды к офицерам и о необходимости сотрудничества офицеров и солдат. Кроме этого, в «Известиях» была опубликована согласованная программа Временного правительства. В этот же день после беседы с представителями Временного комитета Государственной думы и приватной беседы с М. В. Родзянко отрёкся от престола брат Николая II Михаил Александрович. Манифест об отречении содержал просьбу ко всем гражданам России подчиниться Временному правительству вплоть до принятия решения Учредительным собранием о дальнейшей форме правления.
4 (17) марта 1917 оба манифеста об отречении были опубликованы в печати. В этот же день Временное правительство упразднило Департамент полиции, распустив Охранное отделение и жандармские корпуса.
5 (18) марта 1917 в печати был опубликован список лиц входящий в новое(временное) правительство. По сути, с этого момента после опубликования списка  и начинается то самое двоевластие.

Новое правительство
Исполнительный Комитет Государственной Думы объявляет следующий состав нового правительства:
1. Кн. Г. Е. Львов - председатель Совета министров и министр внутренних дел
2. П. Н. Милюков - министр иностранных дел
3. А. Ф. Керенский - министр юстиции
4. Н. В. Некрасов - министр путей сообщения
5. А. И. Коновалов - министр торговли и промышленности
6. Проф. А. А. Мануйлов - министр народного просвещения
7. А. И. Гучков - министр военный и морской
8. А. И. Шингарев - министр земледелия
9. М. И. Терещенко - министр финансов
10. В. Н. Львов - обер-прокурор Святейшего Синода
11. И. В. Годиев - государственный контролер
12. Ф. И. Родичев - министр по делам Финляндии
Настоящий состав правительства установлен после переговоров Исполнительного Комитета Г. Думы с Исполнительным Комитетом Совета Рабочих Депутатов.
«День» Воскресенье, 5 марта 1917 г.

6 (19) марта 1917 Исполком Петросовета обнародовал — в разъяснение и дополнение Приказа № 1 — скреплённый председателем военной комиссии Временного правительства Приказ № 2, которым, оставляя в силе все основные положения, установленные Приказом № 1, разъяснил, что Совет рабочих и солдатских депутатов является руководящим органом для петроградских солдат только в части общественно-политической жизни, а в части несения военной службы солдаты обязаны подчиняться военным властям. На будущее отменялся принцип выборности офицеров (начальников), при этом все произведённые уже выборы офицеров оставались в силе и солдатские комитеты получали право возражать против назначения начальников.
7 (20) марта 1917 было официально опубликовано обращение Временного правительства к населению России.

### Первые итоги
Таким образом, Россия осталась без монарха. При этом вопрос о форме правления в государстве разрешён не был. От всякого участия в законодательном процессе была отстранена Государственная дума, хотя официально она была распущена только 6 (19) октября 1917. Образованный во время Февральской революции Временный комитет Думы, напротив, и далее участвовал в принятии важных политических решений. Его деятельность осуществлялась путём проведения так называемых частных совещаний членов Государственной думы, численность которых не превышала 60 человек. Однако основными центрами власти в столице стали Временное правительство и Петроградский Совет.
В юридической литературе того времени остановились на следующей конструкции, характеризующей существовавшую власть: государством управляет Временное правительство, назначенное Государственной думой по соглашению с Петроградским Советом рабочих и солдатских депутатов, представляющим рабочий трудовой народ; правительство это управляет до Учредительного собрания, которое и установит основные законы государства. Такая формулировка была вызвана насущной потребностью каким-то образом определить легальность Временного правительства, чтобы обосновать его полновластие. В современной исторической и правовой литературе придерживаются более сдержанных оценок, характеризуя, в основном, сложившуюся тогда политическую ситуацию как двоевластие.

## Взаимодействие властных центров
После Февральской революции официальная власть в стране (иногда именуемая номинальной) стала принадлежать Временному правительству, которое было признано другими государствами и представляло Россию во внешних сношениях. У Временного правительства не было точного представления о своих функциях. Первоначальное представление о том, что главная его роль заключается в передаче утраченной императором власти новым законным властям, которых определит Учредительное собрание, не выдержала проверки временем. В стране существовало много проблем, за решение которых приходилось браться немедленно, деля власть с Петроградским Советом, роль которого к осуществлению контрольных функций не свелась. В частности, с первых же дней Исполком Петросовета взял на себя разрешительные функции в отношении средств информации (телеграфа, почты, газет).
А. И. Гучков, безуспешно пытавшийся добиться от Петросовета отмены Приказа № 1 либо, по крайней мере, распространения его действия только на тыловые части, 9 (22) марта в своей телеграмме генералу Алексееву так описал возникшую систему двоевластия:

Врем. правительство не располагает какой-либо реальной властью, и его распоряжения осуществляются лишь в тех размерах, кои допускает Совет раб. и солд. депутатов, который располагает важнейшими элементами реальной власти, так как войска, железные дороги, почта и телеграф в его руках. Можно прямо сказать, что Врем. правительство существует, лишь пока это допускается Советом раб. и солд. депутатов. В частности, по военному ведомству ныне представляется возможным отдавать лишь те распоряжения, которые не идут коренным образом вразрез с постановлениями вышеназванного Совета.

Реальная власть Петросовета фактически сосредоточилась в руках его Исполкома, члены которого были назначены социалистическими партиями, представленными в Петросовете. Историк Ричард Пайпс характеризовал Петросовет как «слоистую структуру»: «сверху — выступающий от имени Совета орган, состоящий из социалистов-интеллигентов, оформленный в Исполнительный комитет, снизу — неуправляемый сельский сход».
В течение первого месяца Петросовет осуществлял свою деятельность в рамках столицы, однако на проходившем на рубеже марта—апреля 1917 года Всероссийском совещании Советов в состав Исполкома Петроградского Совета было включено 16 представителей губернских Советов и фронтовых армейских частей, что расширило его полномочия на всю страну вплоть до созыва Первого Всероссийского съезда рабочих и солдатских депутатов.
Первоначально у руководства Петросовета не было намерения создавать в лице Советов альтернативную структуру власти. Эсеры и меньшевики считали Советы всего лишь способом поддержать новое правительство снизу, временными общественными организациями с целью «добровольно передать власть буржуазии», поэтому в этой области они координировали свою деятельность с Временным правительством. Так, постановив арестовать царскую семью, Исполком запросил Временное правительство, как оно отнесётся к этому аресту.
Постепенно, однако, Советы становились противовесом Временному правительству. Почувствовав эту тенденцию, лидер большевиков В. И. Ленин ещё в «Апрельских тезисах» выдвинул идею передачи Советам всей полноты власти и лозунг «Вся власть Советам!», характеризуя систему Советов как новый тип государства. Но большинство Петросовета — меньшевики и эсеры — расценило его как экстремистский, будучи уверенным в необходимости коалиции с буржуазией и преждевременности социализма. Примером разницы в отношениях с официальными учреждениями Исполкома Петросовета и провинциальных Советов может служить введение 8-часового рабочего дня. Если в Петрограде между Петросоветом и Петроградским обществом фабрикантов и заводчиков о введении восьмичасового рабочего дня было заключено опубликованное 11 марта соглашение, а проект соответствующего декрета был внесён во Временное правительство, то, например, в Москве исполком Московского Совета рабочих депутатов 17 марта принял самостоятельное решение о введении 8-часового рабочего дня на всех предприятиях города. Также явочным порядком вводился 8-часовой рабочий день массово образующимися в то время фабрично-заводскими комитетами.
Для координации деятельности Петросовета и Временного правительства, а также контроля за правительством из пяти членов Исполкома (позднее — семи) 8 марта 1917 года была создана Контактная комиссия Исполкома Петросовета, просуществовавшая до апрельского кризиса. Комиссия заседала в том же здании, что и правительство, значительная часть её пожеланий удовлетворялась Временным правительством, в том числе практически по всем важным вопросам.
В армии и на флоте Временное правительство опиралось на традиционное командование, Петросовет — на солдатские и матросские комитеты. В военное министерство, Ставку и главные штабы фронтов и флотов были назначены комиссары Исполкома. Приказы военного командования должны были получать одобрение Исполкома и его комиссаров. Комиссары должны были участвовать в разрешении споров в войсках и между войсками и мирным населением в боевой зоне и около неё.
К маю 1917 года сформировалось до 50 тыс. солдатских и матросских комитетов разных уровней, в которых состояло до 300 тыс. человек. Значительной революционной силой стал Центральный комитет Балтийского флота (Центробалт) во главе с П. Е. Дыбенко. Своеобразная ситуация сложилась в Кронштадте: сформированный 4 марта, в ходе Февральской революции, Кронштадтский совет, уже 16 мая объявил себя единственной властью в городе, и потребовал удаления комиссара Временного правительства В. Н. Пепеляева. Кроме того, Совет по собственной воле удерживал ряд офицеров, арестованных восставшими матросами во время Февральской революции. Своеобразное установление таким образом в Кронштадте советской власти вызвало обвинения в «сепаратизме», «отделении от России», и создании «Кронштадтской республики».
В конце марта между Временным правительством и Исполкомом Петросовета вспыхнул конфликт, связанный с противоречиями между принятым Исполкомом «Воззванием к народам всего мира», где осуждалась захватническая политика воюющих стран, и заявлением Милюкова прессе о целях войны с точки зрения правительства, в котором говорилось о присоединении Галиции и обретении Константинополя, а также проливов Босфора и Дарданеллы. Завершился он публикацией 27 марта (9 апреля) компромиссного официального заявления Временного правительства о целях войны. Месяц спустя, однако, новый спор о целях войны послужил причиной политического кризиса.
После массовых демонстраций 20 апреля (3 мая) и 21 апреля (4 мая) Петросовет был поставлен перед необходимостью выразить своё отношение к государственной власти в стране. В дни апрельского кризиса он имел полную возможность мирно отстранить от власти буржуазное Временное правительство и взять всю власть в свои руки. Однако представления российских меньшевиков, преобладавших в эти дни в руководстве Исполкома Совета, не позволяли им этого сделать. В то же время и полностью уклониться от ответственности за состояние власти в стране Совет не мог. В результате получила поддержку идея образования правительственной коалиции между буржуазными партиями и социалистическими партиями большинства Петросовета. 5 (18) мая первое коалиционное правительство было создано, и позиция Совета в целом по отношению к Временному правительству изменилась. Период прямого противостояния двух властей закончился, сменившись новым периодом — непосредственного сотрудничества.

Период двоевластия закончился после июльских событий. 9 (22) июля ЦИК Советов рабочих и солдатских депутатов и Исполком Всероссийского Совета крестьянских депутатов объявили о признании неограниченных полномочий второго коалиционного Временного правительства, министром-председателем которого стал эсер А. Ф. Керенский. Вся власть в стране перешла к Временному правительству, а эсеро-меньшевистские Советы утратили своё значение органов революционно-демократической диктатуры.